# Christian Jungblut
Christian Jungblut (* 1943) ist ein deutscher Journalist.

## Leben
Christian Jungblut ist langjähriger Reporter für GEO. Er ist besonders für seine Natur- und Meeresreportagen bekannt, hat aber auch Romane und Sachbücher veröffentlicht.
Für seine Arbeit Wanderarbeiter: Als Knecht im Garten Eden in GEO wurde er 1986 mit dem Egon-Erwin-Kisch-Preis ausgezeichnet.
Jungblut lebt heute in Hamburg und ist Reporter bei GEO.

## Werke
- Die riskierte Katastrophe – als falscher Steuermann auf einem Supertanker. Hoffmann und Campe, Hamburg 1981, ISBN 3-455-08771-X.
- Es war einmal ein Fluss – wie die Elbe ausverkauft wurde. Kabel Verlag, Hamburg 1983, ISBN 3-548-34250-7
- Inferno – Chronik eines Irrtums. Eichbornverlag, Frankfurt am Main 1993, ISBN 3-8218-0278-2. (Roman)
- Hinterm Horizont – Reportagen über das Meer. S. Hirzel Verlag, Stuttgart 1999, ISBN 3-7776-0933-1.
- Meinen Kopf auf deinen Hals – die neuen Pläne des Dr. Frankenstein alias Robert White. S. Hirzel Verlag, Stuttgart 2001, ISBN 3-7776-1103-4.